# Jorginho Putinatti
Jorginho Putinatti (Marília, 23 augustus 1959) is een voormalig Braziliaans voetballer.

## Braziliaans voetbalelftal
Jorginho Putinatti debuteerde in 1983 in het Braziliaans nationaal elftal en speelde 16 interlands, waarin hij 2 keer scoorde.